# Блумфілд Тауншип (округ Кроуфорд, Пенсільванія)
Блумфілд Тауншип (англ. Bloomfield Township) — селище (англ. township) в США, в окрузі Кроуфорд штату Пенсільванія. Населення — 1862 особи (2020).

## Демографія
Згідно з переписом 2010 року, у селищі мешкало 1919 осіб у 748 домогосподарствах у складі 536 родин. Було 1653 помешкання
Расовий склад населення:
| - 98,3 % — білих - 0,4 % — чорних або афроамериканців - 0,1 % — вихідців з тихоокеанських островів - 0,1 % — корінних американців - 0,1 % — азіатів |

До двох чи більше рас належало 1,0 %. Частка іспаномовних становила 0,8 % від усіх жителів.
За віковим діапазоном населення розподілялося таким чином: 23,4 % — особи молодші 18 років, 63,8 % — особи у віці 18—64 років, 12,8 % — особи у віці 65 років та старші. Медіана віку мешканця становила 42,5 року. На 100 осіб жіночої статі у селищі припадало 102,4 чоловіків;  на 100 жінок у віці від 18 років та старших — 105,6 чоловіків також старших 18 років.
Середній дохід на одне домашнє господарство  становив 54 757 доларів США (медіана — 43 906), а середній дохід на одну сім'ю — 66 886 доларів (медіана — 56 705). Медіана доходів становила 36 515 доларів для чоловіків та 29 196 доларів для жінок. За межею бідності перебувало 8,5 % осіб, у тому числі 10,2 % дітей у віці до 18 років та 5,1 % осіб у віці 65 років та старших.
Цивільне працевлаштоване населення становило 895 осіб. Основні галузі зайнятості: виробництво — 20,8 %, освіта, охорона здоров'я та соціальна допомога — 15,3 %, роздрібна торгівля — 12,8 %, транспорт — 11,1 %.